# Jakob Keller (Politiker, 1873)
Jakob Keller (* 9. Juli 1873 in Viernheim; † 15. April 1961 in Berlin-Wilmersdorf) war ein hessischer Richter und Politiker (Zentrum) und ehemaliger Abgeordneter des Landtags des Volksstaates Hessen in der Weimarer Republik.
Jakob Keller war der Sohn des Zimmermanns Johannes Keller und dessen Frau Barbara geborene Weidner. Jakob Keller, der katholischer Konfession war, heiratete Magdalene geborene Ludwig.
Jakob Keller studierte Rechtswissenschaften und wurde 1906 Amtsrichter in Wöllstein, 1911 (Ober-)Amtsrichter in Osthofen und 1922 Amtsgerichtsrat am Amtsgericht Gießen. Zum 1. Mai 1928 wurde er zum Landgerichtsrat am Landgericht Darmstadt ernannt und war gleichzeitig Amtsrichter in Darmstadt. Am 24. Mai 1928 wurde er Amtsgerichtsdirektor in Gießen.
Am 17. März 1928 rückte er für August Nuss in den hessischen Landtag nach, dem er bis zum Ende der Wahlperiode 1931 angehörte.
Seit 1893 war er Mitglied der katholischen Studentenverbindung KDStV Markomannia Würzburg im CV. Später wurde er noch Mitglied der katholischen Studentenverbindungen VKDSt Hasso-Rhenania Gießen und VKDSt Hasso-Rhenania Mainz, jeweils im CV.